# Sierkajaure (Jokkmokks socken, Lappland)
Sierkajaure är en sjö i Jokkmokks kommun i Lappland och ingår i Råneälvens huvudavrinningsområde och kan på svenska översättas med Videsjön. Sierkajaure ligger i Råneälven Natura 2000-område. Sjöns area är 0,152 kvadratkilometer och den befinner sig 390 meter över havet.